# Corellon Larethian
Corellon Larethian è una divinità immaginaria del gioco di ruolo Dungeons & Dragons. È presente nelle ambientazioni Greyhawk e Forgotten Realms.
Corellon Larethian è stato creato da James M. Ward per la Deities and Demigods Cyclopedia nel 1980. La quinta edizione del Player's Handbook descrive Corellon come androgino e Deities and Demigods spiega che Corellon è "alternativamente maschio o femmina, entrambi o nessuno dei due".

## Caratteristiche
È la divinità principale della razza degli elfi, in quanto è lui ad averla creata. Il suo culto è praticato quindi in un numero elevatissimo di dimensioni e mondi paralleli, cosa che lo rende una delle divinità più potenti di Dungeons & Dragons.
Nell'ambientazione Forgotten Realms, ricopre un ruolo fondamentale in molte vicende assieme alle altre divinità elfiche (di cui fra l'altro è il padre); in particolare è responsabile dell'esilio degli elfi oscuri (drow) nel Sottosuolo. La dea Lolth infatti, con cui aveva avuto dei figli, lo tradì cercando di spingere i drow a lei fedeli a conquistare il mondo onde così primeggiare su ogni altra razza vivente di Toril. Corellon bandì i traditori dalla superficie, e punì la Dea Ragno conferendole il suo attuale aspetto abominevole (fino al torso è rimasta immutata, ma al di sotto il corpo è quello di un ragno mostruoso). Fra le altre cose gli si riconosce il merito di avere sconfitto più volte il suo rivale di sempre, il dio orchesco Gruumsh il quale, durante uno dei feroci e ripetuti scontri, finì per perdere un occhio che gli venne fatto letteralmente schizzare via da una formidabile freccia scoccata dal dio elfico.

## Accoglienza
James Vincent di The Independent ha identificato Corellon come un esempio dell'abbraccio dei personaggi LGBT da parte di D&D, poiché il dio è "spesso visto come androgino o ermafrodita" e alcuni elfi sono creati a immagine del dio.
Come notato in uno studio sui giochi, la cosmogonia di Corellon rappresenta una decisione progettuale secondo cui "Dungeons & Dragons ora accoglie esplicitamente il gioco queer". Un giocatore veterano e autore di genitorialità LGBTQ ha spiegato l'importanza di Corellon in termini di rappresentazione: "D&D ha da tempo attratto i giocatori LGBTQ, tra gli altri, come dimostrano questi esempi di giocatori gay e transgender (e le mie esperienze personali). Molti di noi hanno modificato il genere e l'orientamento sessuale dei propri personaggi per anni, ma è fantastico vedere che il gioco lo abbraccia ufficialmente. Complimenti ai creatori di D&D, Wizards of the Coast". Geek and Sundry nota che il significato di Corellon è che la fluidità di genere e sesso è "incorporata nella tradizione" del gioco.